# Dina Pomeranz
Dina Deborah Pomeranz (* 1977) ist eine Schweizer Wirtschaftswissenschaftlerin. Sie ist Ausserordentliche Professorin an der Universität Zürich.

## Leben und Wirken
Pomeranz wuchs in Zürich auf und schloss dort das Gymnasium ab. Sie studierte Internationale Beziehungen an der Universität Genf und machte 2004 ihren Master am Hochschulinstitut für internationale Studien und Entwicklung in Genf. 2010 promovierte sie in Ökonomie an der Harvard University mit der Dissertation Essays on Tax Evasion and Savings: Evidence from Three Randomized Experiments in Chile.
Von 2010 bis 2011 war sie Post-Doctoral Fellow des Abdul Latif Jameel Poverty Action Lab (J-PAL) am M.I.T. Anschliessend war sie von 2011 bis 2017 Assistenzprofessorin an der Harvard Business School, 2017 wechselte sie als Assistenzprofessorin für Mikroökonomie an das UBS Center for Economics in Society der Universität Zürich. Von 2012 bis 2017 war sie Fellow des National Bureau of Economic Research (NBER), und seit 2015 des Center for Economic Policy Research (CEPR). Zudem ist sie seit 2012 am Abdul Latif Jameel Poverty Action Lab (J-PAL) und seit 2014 am Bureau of Research and Economic Analysis of Development (BREAD) affilierte Professorin. Pomeranz sitzt seit 2021 im Beirat des EU Tax Observatory, im Herausgeberbeirat der Zeitschrift Perspektiven der Wirtschaftspolitik.
Ihre Studien publizierte sie u. a. im Quarterly Journal of Economics, The American Economic Review, und American Economic Journal. Ihre Forschungsgebiete sind Beschaffungswesen, Entwicklungsökonomie, Nord-Süd-Beziehungen und öffentliche Finanzen (hier insbesondere die Steuerhinterziehung). Vor allem untersuchte sie die Bedeutung der Mehrwertsteuer beim Steuervollzug. Methodisch wendet sie die Wirkungsanalyse (Impact Assessment) in der Tradition von Michael Kremer (ihrem PhD-Adviser), Esther Duflo und Abhijit Banerjee an.
Sie war bis 2025 im Vorstand der Organisation Evidence Action, die weltweit evidenz-basierte Entwicklungsprojekte für über 200 Millionen Menschen umsetzt. Seit 2020 ist sie Mitglied im Vorstand von Helvetas. Weiter gehört sie dem Strategie-Komitee der European Economics Association, der Beratenden Kommission für internationale Zusammenarbeit des Bundes, sowie der Eidgenössischen Migrationskommission an. Ausserdem engagiert sie sich als Gründungsmitglied im Team des GAIN Graduate Applications International Network, das Studierende der Fachrichtungen Wirtschaft und Politik aus allen Ländern Afrikas unterstützt, sich akademisch weiter zu qualifizieren.
Pomeranz wurde 2018 im Tagesanzeiger-Ranking der zehn einflussreichsten Schweizer Ökonomen gelistet. Im NZZ-Ranking der Ökonomen, die in der Schweiz die Debatte prägen, stand sie 2019 auf dem 13. Platz, vor allem wegen ihrer starken Präsenz auf Twitter. Nach Häufigkeit wissenschaftlicher Zitierungen liegt sie auf RePEc, Stand 2025, unter den Schweizer Ökonomen in den Top 8 % (Rang 97) und unter den globalen Top Young Economists (deren erste Veröffentlichung 15 Jahre oder weniger zurück liegt) in den Top 100.

## Auszeichnungen
- 2022: Gewinnerin eines SNSF Consolidator Grant des Schweizerischen Nationalfonds.[19]
- 2017: Gewinnerin eines ERC Starting Grant des Europäischen Forschungsrats[20]
- 2018: Excellence Prize in Applied Development Research des entwicklungsökonomischen Ausschusses des Vereins für Socialpolitik[21][22]

## Publikationen
- mit Felipe Kast: Savings Accounts to Borrow Less: Experimental Evidence from Chile. In: Journal of Human Resources, Band 60, Nr. 3, Mai 2025, doi:10.3368/jhr.0619-10264R3.
- mit Maria Paula Gerardino and Stephan Litschig: Distortion by Audit: Evidence from Public Procurement. In: American Economic Journal: Applied Economics, Band 16, Nr. 4, Oktober 2024, S. 71–108 doi:10.1257/app.20220512.
- mit Paul Carrillo, Dave Donaldson, Monica Singhal: Ghosting the Tax Authority: Fake Firms and Tax Fraud. In: American Economic Review: Insights, Band 5, Nr. 4, Dezember 2023, S. 427–444, doi:10.1257/aeri.20220321.
- mit Rodrigo Adão, Paul Carrillo, Arnaud Costinot, Dave Donaldson: Imports, Exports, and Earnings Inequality: Measures of Exposure and Estimates of Incidence. In: Quarterly Journal of Economics, Band 137, Nr. 3, August 2022, S. 1553–1614, doi:10.1093/qje/qjac012.
- mit Maria Paula Gerardino, Stephan Litschig: Traditional Audit Design May Distort Incentives. In Public Procurement in Focus: Rules, Discretion, and Emergencies (eds. Oriana Bandiera, Erica Bosio, Giancarlo Spagnolo), CEPR Press, 2021, S. 83–90 (cepr.org).
- mit Sebastián Bustos, José Vila-Belda, Gabriel Zucman: Challenges of Monitoring Tax Compliance by Multinational Firms: Evidence from Chile. In: AEA Papers and Proceedings, Band 109, Mai 2019, S. 500–505, doi:10.1257/pandp.20191045.
- mit José Vila-Belda: Taking State-Capacity Research to The Field: Insights from Collaborations with Tax Authorities. In: Annual Review of Economics, Band 11, August 2019, S. 755–781, doi:10.1146/annurev-economics-080218-030312.
- mit Felipe Kast, Stephan Meier: Saving More in Groups: Field Experimental Evidence from Chile. In: Journal of Development Economics, Band 133, Juli 2018, S. 275–294, doi:10.1016/j.jdeveco.2018.01.006.
- mit Paul Carrillo, Monica Singhal: Dodging the Taxman: Firm Misreporting and Limits to Tax Enforcement. In: American Economic Journal: Applied Economics, Band 9, Nr. 2, April 2017, doi:10.1257/app.20140495.
- Impact Evaluation Methods in Public Economics: A Brief Introduction to Randomized Evaluations and Comparison with Other Methods. In: Public Finance Review, Band 45, Nr. 1, Januar 2017, S. 10–43, doi:10.1177/1091142115614392.
- No Taxation Without Information: Deterrence and Self-Enforcement in the Value Added Tax. In: The American Economic Review, Band 105, Nr. 8, August 2015, S. 2539–2569, doi:10.1257/aer.20130393.
- mit Cristobal Marshall, Pamela Castellon: Randomized Tax Enforcement Messages: A Policy Tool for Improving Audit Strategies. In: Tax Administration Review, Nr. 36, Januar 2014, S. 1–21 (ciat.org).